# DrugBank
DrugBank je baza podataka koja se održava na univerzitetu Alberte. Ona je bioinformatički i hemiformatički resurs koji kombinuje detaljne informacije o lekovima (npr. hemijske, farmakološke i farmaceutske) sa opširnim podacima o biološkim ciljevima (npr. sekvenca, struktura, putevi).

## Sadržaj baze podataka
sadrži oko 4800 lekova čime je obuhvaćeno:
- > 1480 FDA-odobreni lekovi (mali molekuli),
- 128 FDA-odobreni biotehnološki (proteinski/peptidni) lekovi,
- > 71 nutraceutici, i
- > 3200 eksperimentalni lekovi.[2] Više od 2500 proteinskih sekvenci (npr. farmaceutskih meta) je povezano sa ovim lekovima.

## Literatura
1. ↑  Wishart DS; Knox C; Guo AC;  . (2008). „DrugBank: a knowledgebase for drugs, drug actions and drug targets”. Nucleic Acids Research. 36 (Database issue): D901—6. PMC 2238889 . PMID 18048412. doi:10.1093/nar/gkm958.
2. ↑  Wishart DS; Knox C; Guo AC;  . (2006). „DrugBank: a comprehensive resource for in silico drug discovery and exploration”. Nucleic Acids Research. 34 (Database issue): D668—D672. PMC 1347430 . PMID 16381955. doi:10.1093/nar/gkj067.

## Spoljašnje veze
- vebsajt